# Fontenay-Mauvoisin
Fontenay-Mauvoisin ist eine Gemeinde im französischen Département Yvelines in der Île-de-France. Sie gehört zum Kanton Bonnières-sur-Seine im Arrondissement Mantes-la-Jolie. Sie grenzt im Norden an Jouy-Mauvoisin, im Nordosten an Buchelay und Magnanville, im Osten an Soindres, im Süden an Favrieux und im Westen an Perdreauville.

## Bevölkerungsentwicklung
| Jahr      | 1962 | 1968 | 1975 | 1982 | 1990 | 1999 | 2008 | 2013 |
| --------- | ---- | ---- | ---- | ---- | ---- | ---- | ---- | ---- |
| Einwohner | 151  | 136  | 167  | 198  | 260  | 302  | 429  | 409  |

## Sehenswürdigkeiten

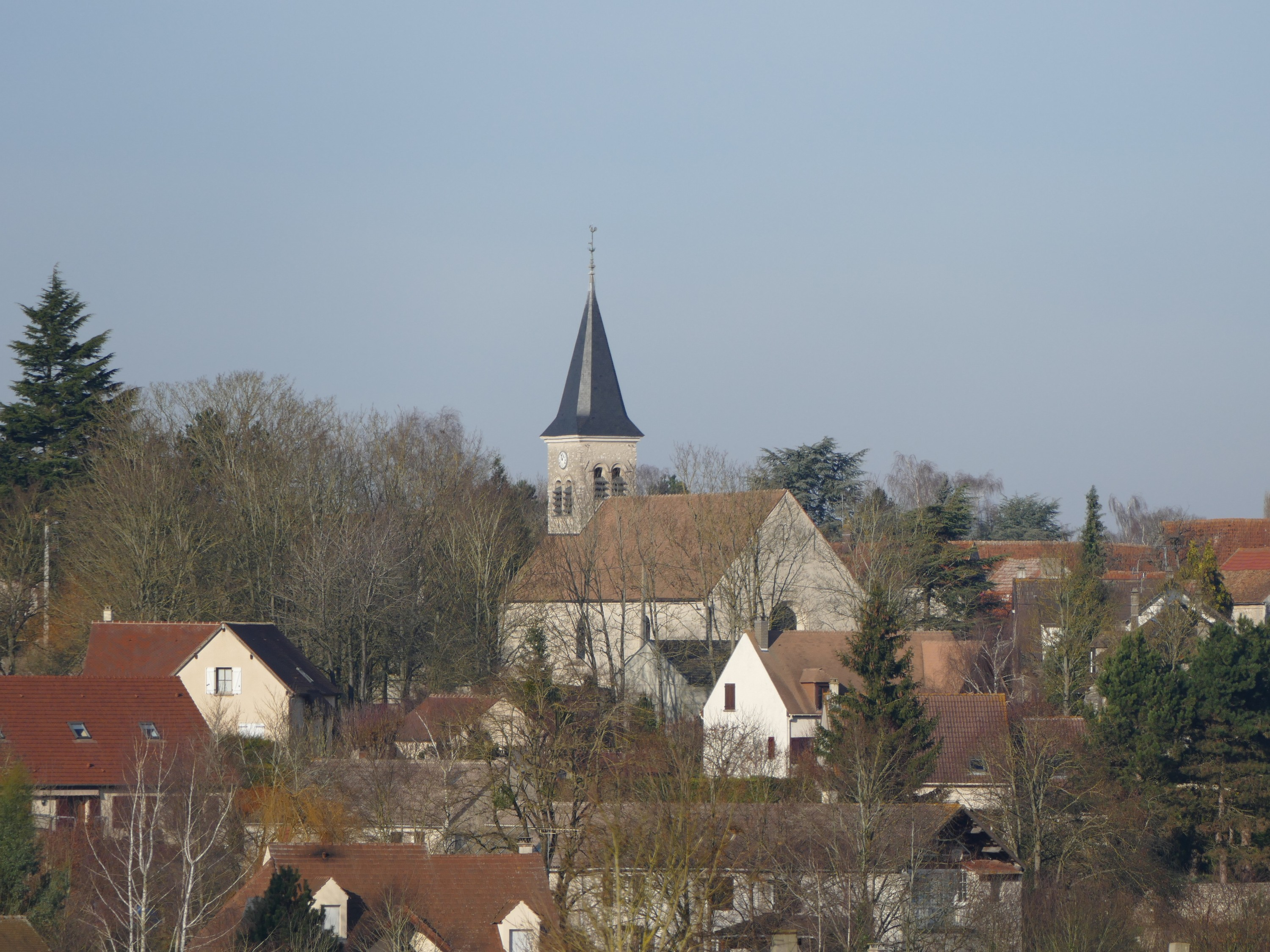
Fontenay-Mauvoisin mit der Kirche Saint-Nicolas

- Kirche Saint-Nicolas